# Anna Skuratowicz
Anna Skuratowicz (ur. w 1984) – polska reżyser, absolwentka wydziału Wiedzy o teatrze Akademii Teatralnej im. Aleksandra Zelwerowicza w Warszawie oraz wydziału Études théâtrales na Uniwersytecie Paris Sorbonne-Nouvelle. W 2019 roku ukończyła również Kurs Reżyserii Radiowej organizowany przez Wajda School. Pracuje w Teatrze Polskim im. Arnolda Szyfmana w Warszawie jako kierownik działu programowo-literackiego, a także jako sekretarz generalny. Współpracuje również z Teatrem Polskiego Radia jako reżyserka i autorka scenariuszy. W 2021 roku została laureatką głównej nagrody dla najlepszego słuchowiska dla dzieci i młodzieży na festiwalu „Dwa Teatry” za słuchowisko „Marzycielka”.